# Monument aux morts de Marmande

Le monument aux morts est situé place du 11-novembre, face à la gare, à Marmande, département de Lot-et-Garonne.

## Historique
La ville de Marmande comptait 7 320 habitants à la veille de la Première Guerre mondiale. 342 sont morts pendant cette guerre.
La ville décide d'édifier à leur mémoire un monument aux morts.
Un concours est organisé par la commune en 1921. Quatre candidats sont primés et la commande revient au sculpteur Raoul Lamourdedieu. Le monument est inauguré l'année suivante.
Ce monument aux morts est inscrit au titre des monuments historiques le 21 octobre 2014,.